# Генерал Духонін (бронепоїзд)
«Генерал Духонін» — бронепотяг із серії легких бронепотягів ЗСПР під час Громадянської війни.
Бронепотяг «Генерал Духонін», так само як і бронепотяги такого типу «Доблесть Витязя», «Витязь», «Студент» та ін., був збудований у Головних київських залізничних майстернях у вересні 1919 року, коли Київ був окупований військами генерала Бредова після Київської катастрофи Дієвої армії УНР (ДА УНР) та Української галицької армії. Переданій у війська був 17 вересня під командуванням капітана Долгополова і мав назву «Акольд».
Потяг складався з броньованого паровоза, частково броньованої залізничної платформи з зенітним прожектором і трьох броньованих залізничних платформ, на яких були встановлені п'ять гармат і кількох кулеметів. Він входив у склад 3-го бронепотягового дивізіону. З листопада 1919 р. бронепотяг стояв в обороні Києва від червоних, зокрема боронив залізничний міст, але втратив дві платформи, які були захоплені більшовиками. Після цього 3 грудня бронепотяг за наказом начальника бойової ділянки командира 16-го стрілкового полку полковника Удовиченка був відправлений на станцію Піст Волинській на західній околиці Києва. На другий день біля поста Волинського стався бій бронепотягів «Витязь», «Доблесть Витязя» і «Генерал Духонін» проти двох бронепотягів червоних. Під вогнем білих бронепотяги противника були змушені відійти. У цей час бронепотягом командував капітан Колесніков і він змінив назву «Аскольд» на «Генерал Духонін».
Незважаючи на часткові успіхи болях у боях із червоними, бронепотяг «Генерал Духонін» разом з основними силами відходив на Боярку, Фастів і далі став на ремонт у Жмеринці. Оскільки шлях на з'єднання з основними силами Добровольчої армії був перерізаний, усі білі війська Правобережної України, командування якими було доручене генералові Бредову, мали відступити до Одеси. Звідти пароплавами вони мали бути переправлені до Криму на возз'єднання з армією Врангеля. Однак через брак вугілля цей план здійснити не вдалося, тому було прийняте рішення переправитися через Румунію до Польщі, а вже звідти морями дістатися до Криму. Однак військо генерала Бредова, підійшовши до Дністра, було зустрінуте вогнем румунських кулеметів. Через зраду румунів біля Тирасполя утворилося величезне кладовище бронепоїздів Добровольчої армії, які довелося кинути.
На залізничних коліях станції Тирасполь наприкінці січня 1920 року залишилися бронепотяги «Баян», «Богатир», «Генерал Марков», «Гроза», «Доблесть Витязя», «Доброволець», «Князь Пожарський», «Коршун», «Непереможний», «Новоросія», «Пластун» і серед них «Генерал Духонін». Вцілівши в кривавих боях, вони були кинуті напризволяще приреченою армією. Частина екіпажів разом з іншими частинами пробивалася з боями вздовж Дністра на з'єднання з поляками. Інша частина дезертувала і пізніше мусила адоптуватися до умов радянської влади. Дехто зробив це досить успішно.